# Vernon Kell
Vernon Kell (ur. 21 listopada 1873, zm. 27 marca 1942) – brytyjski wojskowy, generał-major oraz funkcjonariusz kontrwywiadu, założyciel oraz pierwszy dyrektor generalny Security Service (MI5); stał na czele tej agencji przez 31 lat, od 1909 do 1940 roku.
Kell był synem majora Waldegrave Kella i Georgiany Augusty Konarskiej, córki polskiego emigranta - Aleksandra Konarskiego (chirurga).